# مريم نواز شريف
لاتسب مريم نواز شريف (بالأردية: مریم نواز شریف) (من مواليد 28 أكتوبر 1973)، المعروف أيضا باسمها المتزوج باسم مريم سافدار (بالأردية: مریم صفدر) هي سياسية باكستانية هي ابنة رئيس وزراء ثلاث مرات باكستان نواز شريف وزوجته كلثوم بوت.
ولدت مريم شريف في عام 1973 في لاهور، وشاركت في البداية في الأعمال الخيرية للعائلة. ومع ذلك، في عام 2012 ، دخلت السياسة ووضعت المسؤولية عن حملة نواز شريف الانتخابية خلال الانتخابات العامة عام 2013. في عام 2013، تم تعيينها كرئيسة لبرنامج شباب رئيس الوزراء. ومع ذلك، استقالت في عام 2014 بعد الطعن في تعيينها في محكمة لاهور العليا.
في يوليو 2018 ، حكم عليها بالسجن سبع سنوات مع غرامة 2 مليون جنيه استرليني على اتهامات بالفساد في قضية مرفوعة أفينفيلد. في 19 سبتمبر، علقت المحكمة العليا في إسلام آباد حكمها.

## النشأة والتعليم

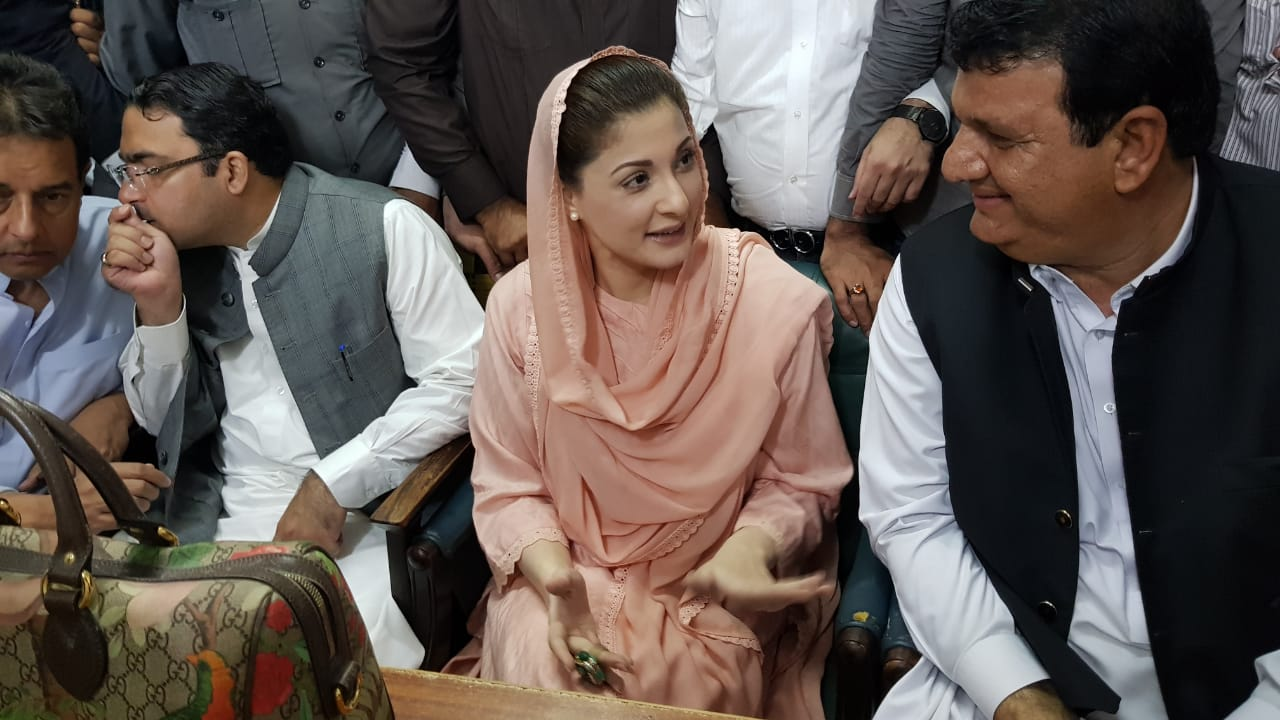
مريم نواز شريف من أمام الجمهور في محكمة لاهور.

ولد شريف في 28 أكتوبر 1973 في لاهور، باكستان، إلى نواز شريف وكلثوم بوت.
تلقت تعليمها المبكر من دير يسوع ومريم، لاهور. أرادت أن تصبح طبيبة ومن ثم التحقت بكلية الملك إدوارد الطبية في أواخر الثمانينات، ولكن بعد نشوب جدل حول القبول غير القانوني، اضطرت إلى ترك الكلية دون إكمال شهادتها.
في عام 1992، تزوجت من محمد صفدر أعوان في سن ال 19. كان أعوان يخدم كقائد في الجيش الباكستاني في ذلك الوقت وكان ضابط أمن نواز شريف خلال فترة توليه منصب رئيس وزراء باكستان. اعتبارا من أكتوبر 2017، لديها ثلاثة أطفال مع صفدر أعوان وولد واحد جونيد
وأبنتين مهنور ومهر أون نساء
أكملت دراسات البكالوريوس من جامعة البنجاب، حيث حصلت على درجة الماجستير في الأدب. في عام 2012، كانت تقوم بالدكتوراه. درجة ما بعد 11/9 التطرف في باكستان.
في عام 2014 ، حصلت على شهادتها في الماجستير (الأدب الإنجليزي) والدكتوراه. في العلوم السياسية تم استجوابهم من قبل محكمة لاهور العليا. لم يكن من الواضح ما إذا كانت الدكتوراه الخاصة بها تم الحصول على درجة أو شرفي. في عام 2018، لم تعلن سوى درجة الماجستير في الأدب الإنجليزي بينما قدمت سجلات إلى لجنة الانتخابات في باكستان.
بعد الانقلاب الباكستاني عام 1999 ، بقيت رهن الإقامة الجبرية لمدة أربعة أشهر قبل إرسالها إلى المنفى في المملكة العربية السعودية مع أفراد عائلة شريف.

## الحياة السياسية
قبل دخولها في السياسة، بقيت متورطة في منظمة العائلة الخيرية وشغلت منصب رئيس شريف شريف، ومدينة شريف الطبية ومعاهد شريف التعليمية.
في نوفمبر 2011، منحت شهباز شريف موافقتها للانضمام إلى السياسة بعد أن أعربت عن عزمها على المشاركة في السياسة. وخلال بدايتها السياسية، بدأت زيارة المعاهد التعليمية لإلقاء الخطب على التعليم وحقوق المرأة.
في يناير / كانون الثاني 2012، قالت هي تغريد «أنا أساعد فقط [نواز شريف] في الوقت الحالي. لا نية للدخول في السياسة الانتخابية أو العملية». كانت مسؤولة عن حملة نواز شريف الانتخابية خلال الانتخابات العامة الباكستانية، 2013 حيث ورد أنها لعبت دورًا بارزًا.
واعتبرت «وريثًا ظاهريًا» لنواز شريف و «الزعيم المستقبلي المفترض» لـ
في نوفمبر 2013، تم تعيينها كرئيسة لبرنامج شباب رئيس الوزراء. غير أن تعيينها كان موضع تساؤل من قِبل باكستان تحريك إنصاف (PTI) التي وصفت تعيين حالة من المحسوبية وانتقلت إلى محكمة لاهور العليا في أكتوبر / تشرين الأول 2014. واتهمتها أيضاً PTI بإساءة استخدام أموال الحكومة لصورتها الخاصة. المبنى. في 12 نوفمبر 2014، أمرت محكمة لاهور العليا الحكومة الفيدرالية بإزالتها. في اليوم التالي، استقال شريف من منصب رئيس السفينة.
في مارس 2017، تم اختيارها لتكون واحدة من 100 امرأة في بي بي سي. في ديسمبر 2017، ظهرت في قائمة نيويورك تايمز لـ 11 مرأة مرأة حول العالم لعام 2017.
أصبحت ناشطة سياسياً في عام 2017 بعد استبعاد والدها نواز شريف من قبل المحكمة العليا في باكستان فيما يتعلق بقضية بنما. قامت بحملة من أجل أمها، كلسوم نواز، خلال الانتخابات الفرعية في الدائرة الانتخابية NA-120
في يونيو 2018، خُصّصت لها بطاقة PML-N لخوض الانتخابات العامة لعام 2018 من الدائرة الانتخابية NA-127 (Lahore-V) وفي يوليو / تموز، حُكم عليها بالسجن لمدة سبع سنوات بتهم الفساد في ملف افينفيلد الذي رفعه مكتب المساءلة الوطني. ونتيجة لذلك، فقد تم استبعادها من خوض الانتخابات لمدة 10 سنوات. وبعد ذلك رشح حزب الرابطة الإسلامية الباكستانية علي علي برفيز ومالك عرفان شافي خوخار لخوض انتخابات 2018 في الدائرة الانتخابية NA-127 و PP-173 على التوالي.
وفي أغسطس 2019 احتجزت السلطات الباكستانية مريم نواز، ابنة رئيس وزراء البلاد السابق المدان نواز شريف، أثناء زيارتها لوالدها في السجن، وفق ما أعلنته الناطقة باسم حزب الرابطة الإسلامية الباكستانية، مشيرة إلى أن قرار الاعتقال جاء بناء على أمر أصدره مكتب المحاسبة الوطني لمكافحة الكسب غير المشروع.
وفي 26 فبراير 2024 أصبحت مريم نواز شريف، ابنة رئيس الوزراء السابق نواز شريف، أول إمرأة باكستانية تحكم إقليماً، وذلك بعد انتخابها رئيسة للوزراء في مقاطعة البنجاب التي تعد معقلاً لنفوذ عائلتها.

## وثائق بنما
في 3 أبريل / نيسان 2016، تسربت وثائق بنما وسميت مريم برفقة شقيقيها، حسين نواز وحسن نواز. ووفقاً للسجلات التي كشف عنها الاتحاد الدولي لصحفيين استقصائيين (ICIJ)، فقد وصفت مريم بأنها مالك شركة Nielsen Enterprises Limited ومقرها بريطانيا وشركة Nescoll المحدودة ومقرها جزر فيرجن البريطانية، ويقال إن مالك هذه العقارات في المملكة المتحدة يملكها بشكل مشترك اخوانها. وكرد فعل، أنكرت مريم امتلاك أي شركة أو عقار خارج باكستان وقالت: «لقد جعلني أخي أمينًا في إحدى شركاته التي لا تسمح إلا بتوزيع الأصول على عائلة أخي حسين / أطفالها إذا لزم الأمر».
في سبتمبر / أيلول 2016، رفعت باكستان إثريك إنصاف (PTI) عريضة في المحكمة العليا الباكستانية طالبت فيها باتخاذ إجراء ضد رئيس الوزراء نواز شريف وأفراد عائلته لتورطهم المزعوم في فضيحة أوراق بنما. في يناير 2017، قدمت مريم بيانها إلى المحكمة العليا قائلة إنها لا تعتمد على والدها نواز شريف منذ زواجها عام 1992. في 16 فبراير 2017، اعترف محامي مريم أمام المحكمة العليا بأن مريم كانت تملك أربع شقق في لندن لمدة ستة أشهر على الأقل في عام 2006. وفي 20 أبريل / نيسان، أعلنت المحكمة العليا حكم الانفصال وأمرت بتشكيل فريق التحقيق المشترك (JIT) للتحقيق في أصول عائلة شريف بسبب المخالفات. في 10 يوليو، قدمت JIT تقريرها إلى المحكمة العليا التي احتفظت فيه بأن عائلة شريف لها أصول تتجاوز مصادر الدخل المعروفة. [45] أشارت JIT في تقريرها إلى أن مريم ضللت المحكمة العليا من خلال تقديم مستندات مزيفة وذكرت أن خط Calibri المستخدم في الإعلان الصادر في عام 2006 والذي أنتجته مريم لم يكن متاحًا تجارياً قبل 31 يناير / كانون الثاني 2007. وقد أشير على نطاق واسع إلى هذه الفضيحة باسم Fontga]
أعلنت المحكمة العليا قرارها في 28 يوليو 2017 وألغت نواز شريف من شغل المناصب العامة لأنه كان غير شريف في عدم الإفصاح عن عمله في شركة كابيتال أف زي إي التي مقرها دبي في أوراق ترشيحه. كما أمرت المحكمة مكتب المساءلة الوطني (NAB) بتقديم إشارة ضد شريف وأفراد عائلته ضد تهم الفساد.
في سبتمبر 2017، رفع NAB ثلاثة إشارات فساد ضد نواز شريف وأبنائه الثلاثة بما في ذلك مريم امتثالا لحكم المحكمة العليا في قضية بنما. وفي أكتوبر / تشرين الأول، وجهت محكمة قضائية اتهامًا إلى مريم ونواز شريف وزوجها في مرجع أفيفيلد، وهو واحد من ثلاثة إشارات فساد قدمتها NAB ، وتتعلق بملكية شقق عائلة شريف الأربعة في ملف أفينفيلد، وهي شقة في Park Lane في لندن. . بعد إجراء 107 جلسات استماع في قضية آفينفيلد منذ سبتمبر 2017، احتفظت محكمة المساءلة بحكمها في القضية في 3 يوليو 2018.
في 6 يوليو 2018، حكمت عليه بالسجن 7 سنوات ومليوني جنيه من قبل NAB بتهم الفساد في قضية مرفوعة Avenfield. أعطيت 7 سنوات للتحريض و 1 سنة لعدم التعاون مع NAB. كلتا الجملتين ستعمل بشكل متزامن. ونتيجة لذلك، تم استبعادها من خوض الانتخابات لمدة 10 سنوات. وقضت المحكمة بأن صكوك الاستحقاق التي قدمتها مريم أمام محكمة القمة كانت مزيفة وتم التلاعب بها. كما حكم على والدها نواز شريف، وعلى الزوج بالسجن لمدة عشر سنوات وسنة واحدة، على التوالي. كما أمرت المحكمة بالاستيلاء على شقق Avenfield من عائلة شريف.
وفي اليوم التالي، أعلنت مريم العودة إلى باكستان في 13 يوليو لتقدم استئنافًا ضد القرار. [62] وفي نفس اليوم، أعلنت NAB اعتقالها ونواز شريف عند وصولهما إلى باكستان [63] وحصلتا على مذكرة توقيف مطلوبة. تم احتجازها مع نواز شريف في 13 يوليو / تموز لدى وصولهم إلى مطار العلامة إقبال الدولي في لاهور وتم نقلهم جواً إلى سجن أديالا في راولالبند. [65] وفي 26 يوليو / تموز، طعنت في الحكم الصادر ضدها في المحكمة العليا في إسلام أباد، وقدمت التماسًا بكفالة. [ وفي اليوم التالي، رفضت محكمة إسلام آباد العليا طلب الإفراج عنها بكفالة وأجلت الجلسة حتى نهاية الانتخابات العامة الباكستانية عام 2018. خلال فترة احتجازها، قضت الكثير من الوقت في قراءة الكتب.
في 21 أغسطس 2018، وضعتها الحكومة الفيدرالية بقيادة عمران خان على قائمة التحكم في الخروج من أجل منعها من مغادرة باكستان. في 11 سبتمبر، والدتها كلثوم نواز توفيت في لندن. تم الإفراج عن مريم مع والدها وزوجها من سجن أديالا بشروط. تم نقلهم جوا إلى لاهور لحضور جنازة والدتها. وبحسب ما ورد رفضت مريم ووالده في البداية الإفراج عنهما بشروط. تشييع جنازة كلزوم نواز في 14 سبتمبر 2018. في 17 سبتمبر، انتقلت مريم مع والدها وزوجها إلى سجن أديالا.
وفي 19 سبتمبر / أيلول، أعلنت المحكمة العليا في إسلام آباد حكمها بشأن عريضة الكفالة وأوقفت أحكام السجن الصادرة ضد مريم ووالدها وزوجها، وأمرت بإطلاق سراحهم بكفالة. أمرت المحكمة لهم بدفع 500,000 روبية كضمان كضمان قبل الإفراج عنهم. وقد تم إطلاق سراحهم من سجن أديالا في اليوم نفسه وتم نقلهم جواً إلى لاهور.

## الثروة الشخصية
في عام 2018، أعلنت مريم في إفادة خطية أنها تمتلك أصولاً بقيمة 845 مليون روبية.